# Bagorejo (Srono)
Bagorejo is een bestuurslaag in het regentschap Banyuwangi van de provincie Oost-Java, Indonesië. Bagorejo telt 11.190 inwoners (volkstelling 2010).